# Ctenocheloides
Ctenocheloides is een geslacht van kreeftachtigen uit de klasse van de Malacostraca (hogere kreeftachtigen).

## Soorten
- Ctenocheloides almeidai Anker & Pachelle, 2013
- Ctenocheloides attenboroughi Anker, 2010
- Ctenocheloides boucheti Poore, 2015
- Ctenocheloides nomurai Komai, 2013